# Нагораны (платформа)
«Нагораны» (бел. Нагараны) — остановочный пункт, расположенный в деревне Нагораны Жабинковского района Брестской области.
Железнодорожная платформа находится между платформами Сахарный завод и Харитоны.